# Пляска смерти (Лист)
«Пляска смерти: парафраза на Dies irae» (нем. Totentanz, Paraphrase über Dies irae), S.126 — произведение для фортепиано с оркестром Ференца Листа. Примечательно тем, что в его основу легла мелодия известного григорианского хорала Dies irae, а также множественными стилистическими инновациями.

## История создания
Лист задумал написание этого произведения в 1838 году, однако лишь десять лет спустя работа была закончена. Композитор внёс изменения в 1853 и 1859 годах, и окончательная версия была впервые исполнена в Гааге 15 апреля 1865 года учеником Листа Хансом фон Бюловом, которому он и посвятил данное произведение. Считается одним из наиболее успешных и популярных произведений композитора.

## Тематика и влияния
Некоторые названия произведений Листа (помимо Totentanz), такие как Funérailles, La lugubre gondola и Pensée des morts, показывают увлечение композитора темой смерти. Исследователи биографии Листа отмечают, что в нём с юности наблюдался интерес к смерти, религии, проблеме рая и ада. Известный музыковед Алан Уокер писал, что в начале 1830-х годов Лист часто посещал парижские «больницы, игорные заведения и приюты», и даже спускался в тюремные темницы, чтобы увидеть приговорённых к смерти.

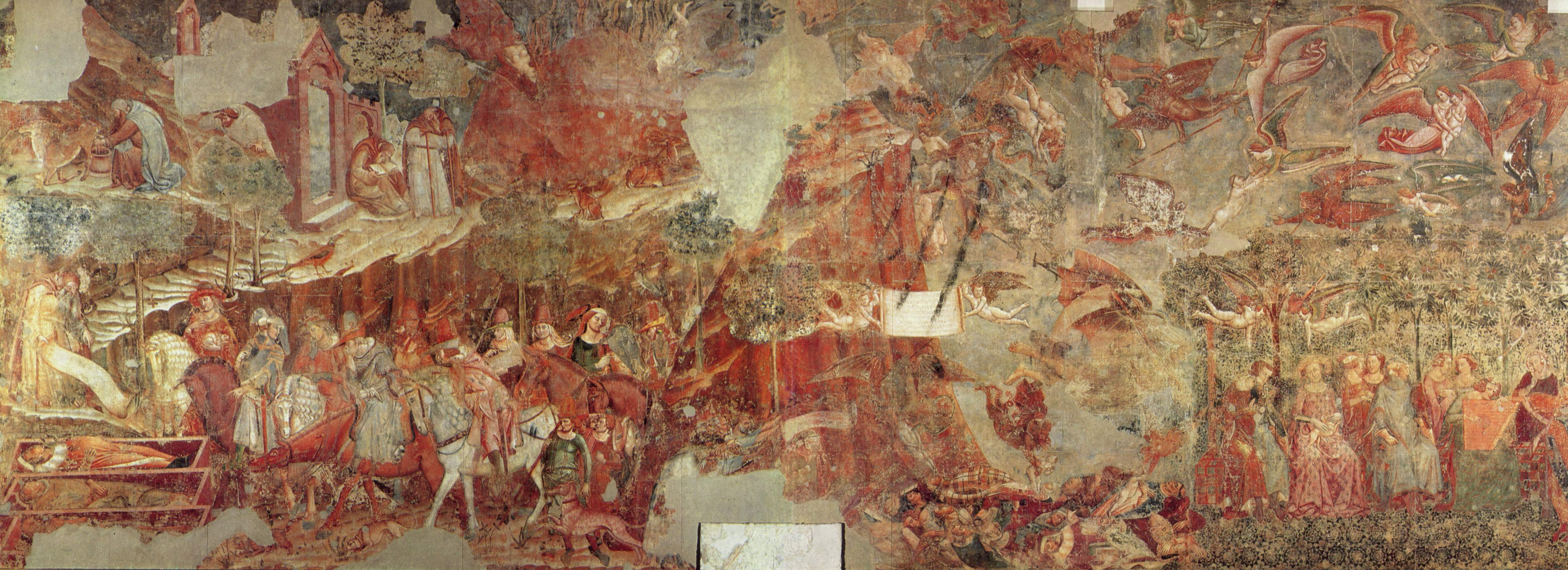
Фреска «Триумф смерти» на кладбище Кампо-Санто

Многие музыковеды предполагают, что на создание этого произведения Листа вдохновила знаменитая «Фантастическая симфония» Гектора Берлиоза, который цитирует в ней мелодию того самого григорианского хорала Dies irae. В 1830 году Лист присутствовал на первом исполнении симфонии и был поражен её оригинальностью, что, вероятно, и послужило причиной возникновения у него идеи написать собственное произведение на основе этого же хорала.
Другим источником вдохновения для молодого Листа была знаменитая фреска «Триумф смерти» Буонамико Буффальмакко (ранее атрибутировалась Франческо Траини) на кладбище Кампо-Санто, которую он видел в 1838 году во время посещения Пизы.

## Исполнители
«Пляска смерти» исполнялась такими пианистами, как Ханс фон Бюлов, Бела Барток, Сергей Рахманинов, Ферруччо Бузони и другими.